# Jonathan Guinness (3e baron Moyne)
Jonathan Bryan Guinness, 3e baron Moyne (né le 16 mars 1930) est un pair et homme d'affaires britannique. Membre de la famille Guinness, il est l'aîné des deux fils de Bryan Guinness (2e baron Moyne) et de sa première épouse Diana Mitford (plus tard Lady Mosley), et jusqu'à sa retraite est un banquier d'affaires.

## Carrière politique
Jonathan Guinness fait ses études au Collège d'Eton et à l'Université d'Oxford. Il travaille comme journaliste puis comme banquier d'affaires. De 1970 à 1974, il est conseiller du comté de Leicestershire.
Il se présente deux fois sans succès en tant que candidat parlementaire pour le Parti conservateur, à l'élection partielle de Lincoln en 1973 (notable pour l'élection de Dick Taverne) et à l'élection partielle de 1976 à Coventry North West.
Il est l'un des premiers membres de longue date (1968) du Conservative Monday Club, siégeant à plusieurs de ses comités. Il est membre du Conseil exécutif du Club en 1971, lorsqu'il devient président de leur «Fonds d'action». Dans l'édition du printemps 1972 de Monday World, il rédige un article intitulé «Le club aujourd'hui - Opportunités et douleurs croissantes». Il est ensuite élu président national le 5 juin suivant, contre Richard Body et Timothy Stroud . Le Guardian et le Times qualifient son élection de "victoire de la droite". Lors de l'assemblée générale annuelle du club en avril 1973, Guinness conserve la présidence pour une autre année, battant George Kennedy Young par 30% des voix . Au milieu de 1974, il est invité à s'adresser à des étudiants conservateurs de l'école polytechnique de Portsmouth, mais il est "empêché d'entrer par un mur solide de manifestants militants" . Guinness est un soutien de la Rhodésie et, avec John Stokes et le Lord Barnby, s'adresse à une réunion du Monday Club sur la question en 1974 à Caxton Hall .
Le 10 octobre 1989, en marge de la conférence du Parti conservateur, il préside une réunion controversée organisée par le Young Monday Club, annoncée comme La fin des Anglais? - Immigration et rapatriement. Les autres orateurs sont les députés Tim Janman et Nicholas Budgen.
Il est également vice-président du club jusqu'à la fin des années 1990, date à laquelle il est remplacé par Andrew Hunter .

## Affaire Trustor
Lord Moyne est accusé d'être impliqué dans un scandale financier suédois. L'affaire concerne une société d'investissement suédoise aujourd'hui disparue, Trustor, dont Lord Moyne est nommé directeur de référence. Il est allégué que Guinness était impliqué dans la disparition de 50 000 000 £ des comptes de Trustor, dont 35 000 000 £ ont été trouvés sur le propre compte bancaire de Trustor AB car ils n'avaient jamais quitté la société. Guinness soutient qu'il est innocent de tout acte répréhensible, affirmant qu'il a été "recousu". Au cours de la procédure, les autorités suédoises réussissent à obtenir une ordonnance de gel sur le peu de biens qu'il lui reste. Il est déclaré innocent par le tribunal suédois .

## Directeur de Guinness
Lord Moyne est administrateur non exécutif de 1960 à 1988 de la société créée par sa famille. Son livre Requiem pour une entreprise familiale  donne un compte rendu d'initié non impliqué des développements de l'entreprise menant à la fraude au trading d'actions Guinness.

## Vie personnelle et famille
Lord Moyne s'est marié deux fois et a huit enfants.
Il épouse, en 1951 (mariage dissous en 1963), Ingrid Wyndham, plus tard l'épouse de Paul Channon, et a :
1. Catherine Ingrid Guinness (née le 1er juin 1952).
2. Jasper Jonathan Richard Guinness (9 mars 1954 - 7 mai 2011), marié et père de deux filles.
3. Valentine Guy Bryan Guinness (né le 9 mars 1959), héritier de la baronnie de Moyne.

Lord Moyne se remarie, en 1964, avec Suzanne Lisney (décédée en 2005 d'un cancer du poumon ), et a :
1. Sebastian Walter Denis Guinness (né en 1964)
2. Daphne Suzannah Diana Guinness (née en 1967), mondaine, qui épouse en 1987 (mariage dissous en 1999) Spyros Niarchos (né en 1955), dont elle a trois enfants.

Par sa maîtresse Susan "Shoe" Taylor (1944-2003), Lord Moyne a :
1. Diana Guinness (née en 1981)
2. Aster Guinness (né en 1984)
3. Thomas Guinness-Taylor (né en 1986)

Pour éviter un scandale sur la liaison extraconjugale avec Taylor, Lord Moyne publié Shoe - The Odyssey of a Sixties Survivor en 1989. Le journal Sun publie un article de deux pages avec des images intitulé Always a Mistress - Never the Bride le 6 juillet 1989.
Moyne et sa fille Daphné ont tous deux publié des lettres dans le même numéro du Daily Telegraph (16 août 2003) attaquant l'écrivain Andrew Roberts pour ses critiques dans le même journal le 13 août 2003 à l'encontre de la mère de Jonathan, Lady Mosley, après sa mort.
Le frère cadet de Lord Moyne, Desmond Guinness, est décédé en août 2020.

## Sources
- Copping, Robert, L'histoire du club du lundi - La première décennie, avril 1972, Service d'information sur les affaires courantes, Ilford, Essex.
- Copping, Robert, The Monday Club - Crisis and After May 1975, Current Affairs Information Service, Ilford, Essex.
- Hansard